# Marton Grove
Marton Grove – część miasta Middlesbrough, w Anglii, w hrabstwie ceremonialnym North Yorkshire. Leży 68 km na północ od miasta York i 347 km na północ od Londynu.